# Johann Christian Reil
Johann Christian Reil (20. februar 1759 i Rhauderfehn – 22. november 1813) var en tysk læge og psykiater, der i 1808 definerede ordet psykiatri (tysk: psychiaterie) som "studiet af sjælen". Han arbejdede også med anatomi, og den dag i dag er flere medicinske tilstande og anatomiske forhold opkaldt efter ham.
Fra 1788 til 1810 arbejdede Reil på et hospital i Halle i Tyskland, hvor han, i 1795, oprettede det første psykologisk orienterede tidsskrift på tysk. Det hed Archiv für die Physiologie, som kan oversættes til arkiv for fysiologien. Da han i 1810 blev udnævnt til professor i Berlin blev han en af verdens første undervisere i psykiatri.
Fra 1802 til 1805 blev Reil ofte besøgt af digteren Goethe, der ville diskutere videnskabelige emner, herunder også psykiatri. Goethe brugte ham samtidig i hans egenskab af læge. Reil døde i 1813 af en tyfusinfektion han havde pådraget sig i slaget ved Leipzig, et af de største slag under Napoleonskrigene.